# Liste der Ständigen Vertreter Polens bei der NATO
Liste der Ständigen Vertreter Polens bei der Organisation des Nordatlantikvertrags (NATO) in Brüssel.

## Ständige Vertreter
- 1998–2002: Andrzej Towpik
- 2002–2007: Jerzy Maria Nowak
- 2007–2011: Bogusław Winid
- 2011–2016: Jacek Najder
- 2017–2019: Marek Ziółkowski[2]
- 2019–2024: Tomasz Szatkowski
- seit 2024: Jacek Najder, Geschäftsträger